# Туннель (фильм, 2011)
«Туннель» — австралийский фильм ужасов 2011 года, снятый в жанре псевдодокументалистики.

## Сюжет
Для решения проблем с водоснабжением власти Сиднея выдвигают проект по очистке и использованию объёмов воды, скопившейся в старых подземных коллекторах под городом. Амбициозная журналистка решает узнать правду, скрытую за этими планами. Бездомные пропадают в туннелях, и она видит возможность доказать, что что-то здесь нечисто. В компании со своей съёмочной бригадой вчетвером они спускаются в подземелья, чтобы начать охоту за сенсацией. Однако сразу после начала съёмок в туннеле на документалистов и других людей, которых они встречают, начинает охотиться местный житель. Он убивает двоих из команды и полицейского со станции, преследуя и не давая выбраться персонажам. Весь фильм представляет из себя нарезку, интервью участников событий, до и после, плюс записи случившегося в подвалах.